# Kogel (Dietramszell)
Der Kogel ist ein bewaldeter Hügel und lokal höchste Erhebung bei Fraßhausen, einem Gemeindeteil von Dietramszell im Landkreis Bad Tölz-Wolfratshausen. 
Nächste höhere benamte Erhebung im Bayerischen Alpenvorland
ist der Schindelberg.